# Шпракензель
Шпракензель (нем. Sprakensehl) — община в Германии, в земле Нижняя Саксония.
Входит в состав района Гифхорн. Подчиняется управлению Ханкенсбюттель. Население составляет 1299 человек (на 31 декабря 2010 года). Занимает площадь 83,82 км².
Коммуна подразделяется на 7 сельских округов.
| Год  | Население |
| ---- | --------- |
| 1990 | 1271      |
| 1995 | 1373      |
| 2000 | 1367      |
| 2005 | 1312      |
| 2010 | 1285      |